# Церковь Иоанна Богослова (Крутчик)
Богословская Церковь — недействующий православный храм в селе Крутчик Усманского района Липецкой области. Относится к Липецкой епархии Русской православной церкви.

## История
Церковь Иоанна Богослова в селе Крутчик была построена в 1760 году на средства прихожан и являлась приписной к Рождественской церкви соседнего села Поддубровка.